# John Bull (Zeitschrift)
John Bull Magazine war der Name einer 1820 von Theodore Hook gegründeten britischen Wochenzeitschrift. Das witzig und angriffig geschriebene Tory-Blatt, das sich als Zielscheibe Queen Caroline wählte, war ein sofortiger Erfolg.
Unter Horatio Bottomley kam es 1906 zu einer Neugründung. Das Blatt wurde im Ersten Weltkrieg mit Slogans wie „Hang the Kaiser!“ und „Make he Hun Pay!“ zum populären Organ exzessiver antideutscher Kriegspropaganda und profilierte sich auch in der Zwischenkriegszeit mit ultrapatriotischer Sensationsberichterstattung im Sinne einer Yellow Press.
Nach 1945 zeichnete sich die Zeitschrift durch qualitätvolle Illustrationen und literarische Beiträge aus. Im Stil ähnlich der amerikanischen The Saturday Evening Post, bot das Blatt beispielsweise Kurzgeschichten von Agatha Christie, Nicholas Monsarrat, N. J. Crisp, Gerald Kersh, J. B. Priestley und C. S. Forester.
Nach Marktanteilsverlusten wurde das Blatt 1960 in Today, The New John Bull umbenannt. Es gelang aber nicht, die jüngere Leserschaft anzusprechen. Trotz einer Auflage von etwa 700.000 wurde das defizitäre Wochenblatt 1964 pro forma mit einer anderen Zeitschrift fusioniert, de facto aber eingestellt.